# Козін Віктор Іванович
Віктор Іванович Козін (нар. 17 грудня 1944) — радянський футболіст та тренер, виступав на позиції нападника.

## Кар'єра гравця
Футбольну кар'єру розпочав у 1965 році в клубі «Зарафшан» (Навої), який виступав у Класі «Б» чемпіонату СРСР. У футболці клубу з Навої в чемпіонаті СРСР зіграв 75 матчів та відзначився 22-а голами. У 1967 року перейшов до «Пахтакору». Дебютував за ташкентський клуб 15 травня 1967 року в програному (0:2) домашньому поєдинку 9-о туру 1-ї групи Класу «А» проти київського «Динамо». Віктор вийшов на поле на 53-й хвилині, замінивши Сергія Доценка. За півтора сезони, проведені в «Пахтакорі», за першу команду в Класі «А» зіграв 3 матчі, виступаючи переважно за дубль ташкентського колективу. По ходу сезону 1968 року повернувся до «Зарафшана». До кінця сезону не грав, проте вже наступного — став одним з провідних гравців команди (38 матчів, 9 голів). У 1970 році перейшов до івано-франківського «Спартака», в якому виступав до 1976 року (227 матчів, 43 голи).

## Кар'єра тренера
По завершенні кар'єри футболіста розпочав тренерську діяльність. З 1980 по 1981 рік очолював «Зорю» (Хоростків), а з 1988 по 1989 рік — івано-франківське «Прикарпаття». З січня по липень 1994 року був головним тренером «Хутровика» (Тисмениця).